# Fairey Firefly (1925)
El Fairey Firefly fue un caza británico de la década de 1920, fabricado por Fairey Aviation. Era un biplano monoplaza y monomotor de construcción mixta.

## Desarrollo
El Firefly fue un diseño de financiación privada, diseñado por Marcel Lobelle. Su primer vuelo fue el 9 de noviembre de 1925, a cargo de Norman Macmillan. El Ministerio del Aire no continuó con el proyecto, en parte debido al motor estadounidense Curtiss D-12 utilizado, y en parte debido a su construcción en madera, por lo que el Firefly no entró en producción.

## Especificaciones (Firefly)
Referencia datos: The Complete Book of Fighters

### Características generales
- Tripulación: Uno (piloto)
- Longitud: 7,6 m (24,8 ft)
- Envergadura: 9,6 m (31,5 ft)
- Altura: 2,8 m (9,1 ft)
- Superficie alar: 22 m² (236,8 ft²)
- Peso cargado: 1236 kg (2724,1 lb)
- Planta motriz: 1× motor lineal V12 refrigerado por líquido Curtiss D-12.
  - Potencia: 320 kW (441 HP; 435 CV)
- Hélices: Bipala de paso fijo

### Rendimiento
- Velocidad máxima operativa (Vno): 298 km/h (185 MPH; 161 kt)
- Tiempo a altitud: 2 min 24 s para 1524 m (5000 pies)

### Armamento
- Ametralladoras: 

  - 2x Vickers de 7,7 mm frontal fija

## Aeronaves relacionadas

### Desarrollos relacionados
- Fairey Firefly IIM